# Сионист (эвфемизм)
«Сиони́ст» — антисемитское клише, этноним-эвфемизм в отношении евреев. Связан с антисионистской и антисемитской советской политикой. Близким является другой советский этноним-эвфемизм в отношении евреев — «космополит», «безродный космополит».
Термин «сионизм» для советских идеологов приобрёл не столько историко-политический смысл, сколько расширительный и в значительной мере мифологический. Эвфемизм «сионист» появился в 1940-е годы первоначально в советской пропаганде, где заменил черносотенное слово «жид». Особенно активно использовался с 1947 года. К концу 1980-х годов понятие «сионист» включало также всевозможных «пособников», «приспешников» и т. п..
Уничижительность этих концептов входит в противоречие с их изначальной эвфемистичностью, что, однако, закономерно для многих официозных наименований. Как «сионистский заговор», заговор «сионистов» (евреев), может переинтерпретироваться «иудео-масонская опасность».
Из правой среды в коммунистический/советский дискурс был заимствован миф о еврейском заговоре. В условиях начала Холодной войны «еврей-сионист» изображался как агент англо-американского империализма, стремящегося к войне за господство в мире; была сформирована новая теория, пока только участия (не лидерства) евреев в борьбе за мировое господство. Уже в кампании против «космополитов», параллельно с которой велось поддерживающее её дело Еврейского антифашистского комитета (ЕАК) 1948—1952 годов, но преимущественно начиная с процесса Рудольфа Сланского 1952 года (в Чехословакии) и с «Дела врачей» 1948—1953 годов пропаганда стала представлять «еврея-сиониста» не только в качестве идейного, но и как было предопределено Сталиным ещё в 1939 году, политического врага, создающего разветвлённую сеть заговоров, направленных против советских вождя, народа и государства. На следующем этапе, в эпоху «застоя», сионизм был отождествлён с еврейством, объявлен «новым фашизмом» и расизмом, а затем стал рассматриваться как главная сила «империалистического заговора», а еврейство — как онтологический враг всех других народов мира. Эта теория заговора распространилась и на ряд несоветских левых идеологий.
Термин использовался представителями «русской партии», неформального советского движения русских националистов послесталинского периода, даже в устной речи. Это слово входило в целую группу терминов, предназначавшихся для внешнего употребления, которыми участники «русской партии» прикрывали свойственный почти всем из них антисемитизм, называвшийся, в свою очередь «правильной ориентировкой по основному (главному) вопросу». Деятельность своих еврейских коллег, так и евреев в целом, они могли называть «происками сионистов», которым они стремились организовывать отпор. Встречались термины «сиониствующие», «сиониствующие элементы». Более «солидные» участники движения русских националистов, как правило, не выдвигали обвинений «сионистов» в письменном виде, но на вербальном уровне эта мифология была распространена довольно широко.
Сторонники антисемитской мифологии 1950—1960-х годов оперировали лишь двумя терминами — «сионист» и «троцкист», и их производными. В 1970-е годы появился более развитый язык «борьбы».
В 1950-е годы термин «сионисты» применялся в отношении группы находящихся в советских лагерях политзаключенных — еврейских активистов, большое количество которых было арестовано в 1953—1958 годах.
Ефим Эткинд, филолог, высланный из СССР, познакомившись с дневниками Виктора Клемперера, немецкого филолога, еврея по происхождению, в деталях описавшего, что означало быть евреем в нацистской Германии, писал: «…его в Германии, меня в советской России преследовали, травили, изгоняли за еврейство. Разница в том, что его называли евреем, жидом, заставляли носить жёлтую звезду на рукаве…; я никогда ни от кого слова „еврей“ не слышал — оно заменялось разными синонимами, вроде „космополит“, „сионист“, „беспаспортный бродяга“, „антипатриот“».
Эвфемизм используется радикальными православными, которые стремятся найти почти в любой деятельности тех, кого они называют сионистами, знаки приближения антихриста. Советская борьба с «международным сионизмом» у новых православных сменилась на борьбу с «талмудистами» и «масонами», которые расчищают путь антихристу. Традиционалистский подход придал религиозную основу сформировавшемуся ранее советскому «антисионизму».
Эвфемизм был заимствован сторонниками арийского мифа, где под сионистами могут пониматься не только евреи, но «семитская раса». В крайне правой среде распространена идея, что «сионисты» намеренно способствуют миграции с целью снизить долю коренного населения, что подорвёт его жизнеспособность. В 1990 году ответственный секретарь общества «Память» А. Э. Кулаков говорил о действиях «сионистов», направленных на разрушение «арийского мира» и православной веры. По его утверждению, и отцы Церкви, и «ведические дохристианские проповедники» предписывали России покончить с «мировым злом в виде сионизма».